# Nectriaceae
Nectriaceae é uma família de fungos pertencente à ordem Hypocreales. A família foi inicialmente circunscrita pelos irmão Charles Tulasne e Louis René Tulasne em 1865, incluindo um grupo alargado de espécies produtoras de anamorfos filamentosos.

## Géneros
Esta família inclui um número alargado de géneros. Embora em listagem incompleta, integram a família Nectriaceae os seguintes géneros:
- Albonectria
- Allonectella
- Calonectria
- Calostilbe
- Calostilbella
- Corallomycetella
- Cosmospora
- Cylindrocarpon
- Cylindrocladiella
- Cylindrocladium
- Fusarium
- Fusicolla
- Gibberella
- Glionectria
- Haematonectria
- Lanatonectria
- Leuconectria
- Nectria
- Nectricladiella
- Neocosmospora
- Neonectria
- Ophionectria
- Pleogibberella
- Pseudonectria
- Rubrinectria
- Stalagmites
- Tubercularia
- Viridispora
- Xenocalonectria
- Xenonectriella
- Zythiostroma